# Nick Johnstone
Nick Johnstone (* 1970 in Chertsey, Surrey) ist ein britischer Autor und Musikjournalist. Er lebt mit seiner Frau in London.

## Arbeit
Johnstone ist einer der renommiertesten internationalen Musikjournalisten. Er schreibt unter anderem für The Observer, The Times, Melody Maker und Mojo. In Deutschland bekannt wurde er durch die 1999 erschienene Biographie über Patti Smith.

## Werke (erschienen auf Deutsch)
- Amy, Amy, Amy: die Amy Winehouse Story, übersetzt von Cecilia Senge, Bosworth Musikverlag 2009
- Yoko Ono talking, übersetzt von Madelaine Lampe und Thorsten Wortmann, Berlin : Schwarzkopf & Schwarzkopf, 2008, ISBN 9783896028259
- The Clash talking, Berlin : Schwarzkopf & Schwarzkopf, 2008, ISBN 978-3-89602-787-0
- Lou Reed : talking, Berlin : Schwarzkopf und Schwarzkopf, 2006, ISBN 9783896026989
- Mit 14 war ich zum ersten Mal betrunken, Berlin : Berliner Taschenbuch-Verlag, 2004, ISBN 383330099X
- Patti Smith : die Biographie, Heidelberg : Palmyra, 1999, ISBN 3930378264